# 마블러스 뮤직
마블러스 뮤직(영어: MARVELOUS MUSIC Ent)은 박래준이 2007년 5월 26일 창립한 회사이다.

## 개요
마블러스뮤직(MARVELOUS MUSIC)은 보컬트레이닝과 음반제작 전문 엔터테인먼트 회사로
음반제작은 작곡부터 녹음, 믹싱, 마스터링, 음반제작,
온/오프라인 발매까지 원스톱으로 가능하다.
또한 가수가 원하는 방향으로 전문 프로듀서와 함께 진행되며,
보컬트레이닝의 경우 현직 대학교 실용음악과 보컬 전공 교수로 재직하고 있으며
각종 CM과 드라마, 패션쇼, 가수들과의 작업이 수시로 진행을 하는 박래준 대표가 직접 진행을
하고 있다.

## 공연기획
- 2019 FJ(FOOT JOY) SHOWCASE 패션쇼 총괄 음악 프로듀서
- 2018 미스퀸 코리아(미스월드,미스수프라인터네셔널,미스유니버스 한국대표선발대회) 총괄 음악감독
- 2018 독도사랑 운동본부 "지역주민과 화합 한마당" 홍보대사 및 출연
- 2018 DDP K-POP Concert with 원음방송 음악감독
- 2018 원음방송 심심풀이 토크쇼 제작 및 MC
- 2017 원광대학교 드론페스티벌 기획
- 2017 원음방송 라디오 제작 PD
- 2015 삼성증권과 POP CMA가 선사하는 VVIP초청 "Summer night concert in 이선희" 공연기획및 음악감독
- 2015 피아니스트 "은애리" 내한공연
- 2015 원불교 100년 기념성업회 출범식 음악총감독
- 2015 롯데월드 K-POP 콘서트
- 2014 ~ 2015 롯데월드 Magic in christmas & 2015 (음악감독 및 DJ출연)
- 2014 ~ 2015 한국전자전, 튜닝카 페스티벌, 강남스트릿모터쇼, 정동문화 축제 (공연기획 및 연출)
- 2012 "시크릿 더 매직" 마술콘서트 (음악감독)
- 2012 롯데월드 가든스테이지 (외주제작 프로모터)
- 2012 경인라디오 "행복충전 두시" "래준 석진 가요톡톡" (MC및 고정게스트)
- 2011 중국 국제 마술대회 (음악프로듀서)
- 2007 TIM, 에반, 양동근, 거북이, 컨츄리 꼬꼬, 변진섭 KCM등 50여팀 가수들의 라이브공연/방송 (코러스 참여)
- 2006 박상민 - MUSICOLOGE (게스트 및 밴드 참여)
- 2004 캔 - 내생에 봄날은(뮤직비디오 및 공연참여)

## 앨범발매
- 2017 강자민 - 들었다 놨다
- 2015 피아니스트 "은애리" 라이브 음반제작
- 2015 디오니케 - 지난날
- 2015 원불교 - C.W.M (Contemporory Wonbuddhism Music) 2015(Faver)
- 2016 듀폴라 - 내사랑에 미쳐, 슬픔이 올때
- 2014 로베시티 - green light
- 2014 다은 - 여자이별
- 2014 모건 - 남자이별
- 2014 엠노트 - 사랑해선 안될 몇가지
- 2014 NOM - 너야너
- 2013 시흥시 100주년 - 오이도의꿈
- 2013 PD블루 - 떠나야만해 , 결혼해줘
- 2013 신시아 - 악마도 사랑을 한다
- 2011 래준 - 한방이다(Special ver)
- 2010 어테인 - 너때문에
- 2010 래준 - 한방이다 (미니앨범)
- 2010 L-Class - 가지말라고(디지털싱글)
- 2009 OBS드라마 “소풍”
- 2008 OCN드라마 "사랑은맛있다"
- 2008 KBS드라마 " 너는내운명 " O.S.T "난행복해"
- 2008 래준 - 미친듯 (미니앨범)
- 2007 KBS드라마 " 미우나고우나 " O.S.T. " 바보사랑"
- 2007 KBS 드라마 " 며느리전성시대" O.S.T "혼잣말"
- 2006 KBS 드라마 " 굿바이솔로" O.S.T. "see the light“
- 2006 SBS드라마 "돌아와요 순애씨" O.S.T "day by day"

## 활동사항
- 2020 사단법인 독도사랑운동본부 문화국장 취임
- 2019 FJ SHOWCASE 총괄 음악 프로듀서
- 2018 미스퀸 코리아(미스월드,미스수프라인터네셔널,미스유니버스 한국대표선발대회) 총괄 음악감독
- 2018 독도사랑 운동본부 홍보대사 위촉
- 2018 DDP K-POP Concert with 원음방송 기획참여
- 2017 원광대학교 드론 페스티벌 기획
- 2017 베트남 후에시 K-POP콘서트 기획 및 출연
- 2017 원음방송라디오 "심콩 12시 이예린 입니다" 제작 PD
- 2017 트롯돌 "강자민 - 들었다놨다" 프로듀싱
- 2017 에너지 절약 캠페인송 프로듀싱
- 2016 "내사랑에 미쳐" 발매
- 2015 삼성증권 Summer night concert in 이선희 공연기획및 음악감독
- 2015 피아니스트 "은애리" 내한공연
- 2015 한국 소아당뇨협회 홍보국장위촉
- 2015 원불교 음반 퓨로듀서 &제작 발매
- 2015 롯데월드 K-POP 콘서트(디오니케)
- 2014~2015 한국전자전, 튜닝카페스티벌, 강남 스트릿모터쇼, 정동문화 축제 기획및 연출
- 2014 로베시티 "green light" 발매
- 2014 여성듀오 디오니케 - "독하게” 제작, 프로듀서, “여자이별” 발매
- 2014 엠노트 멤버 모건 "남자이별" 발매
- 2014 엠노트 멤버 모건 "히든싱어 조성모편” 트레이닝
- 2014 남성보컬그룹 엠노트 “사랑해선 안될 몇가지” 제작, 프로듀서및 멤버
- 2014 남자 아이돌 NOM "너야너” 프로듀서
- 2013 시흥시 100주년 기념음반 “오이도의 꿈” 총괄프로듀서 및 가창
- 2013 가수 신시아 "악마도 사랑을 한다” 총괄 디렉터
- 2012~ 현재 : 관동대학교 음악과 실용음악전공 교수
- 2012 롯데월드 가든 스테이지 외주제작 프로모터
- 2011 팝페라 장한별(코리아 갓 탤런트 세미파이널)트레이너 &프로듀서
- 2011 마술사 “ 전성민 ” 중국 국제 마술대회초청 퍼포먼스 음악 프로듀서
- 2011 경인방송, BBS, 춘천 MBC 라디오 로고송 작곡
- 2011, 2012 대한민국 광고대상 "광고인이 뽑은 모델상" "대학생이 뽑은 좋은 광고 최우수상" 수상
- 2010 아이돌 그룹 “ 엔소닉 ” 보컬 트레이너
- 2010 디지털 싱글 " 한방이다 " 발표 후 “래준”으로 활동
- 2009 한서대학교 실용음악과 출강
- 2009 OBS드라마 “소풍” 음악 참여
- 2008 미니앨범 " Lastlove#1" "미친듯" 발표
- 2007 ~ 2009 "국군방송합창단" 음악담당
- 2007년 ~ 현재까지 각종 CM음악 참여 ( SK텔레콤, 하이트 맥주, 우루사, 삼성증권, 삼성전자, 포스코, 듀오, 롯데리아, 맥도날드 ,태영건설,코원, 보령메디앙스, 약 100여편)
- 2006 ~ 2008 "돌아와요 순애씨", "굿바이솔로", "며느리전성시대", "미우나고우나" "너는내운명" "사랑은맛있다" 등 드라마 O.S.T 앨범 제작 및 참여
- 2005 조용필과 위대한 탄생의드러머 “ 김선중& 프랜즈 ” 메인보컬
- 2005 만화영화 “ 부엉이 아줌마” 주제가 가창
- 2002 정태우 데뷔 컴필앨범에 " The piano - tell me "로 데뷔

## 참고
- 페이스 북
- 네이버 블로그